# 烏石浦駅
烏石浦駅（うせきほえき、閩南語:oo-tsio̍h-phóo tsām）は、中華人民共和国福建省廈門市湖里区嘉禾路と仙岳路の交差点の交差点にある、廈門軌道交通1号線の駅である。

## 歴史
- 2017年12月31日1号線の駅として開業。

## 駅構造

### のりば
| 番線 | 路線              | 方面                                | 行先        |
| ---- | ----------------- | ----------------------------------- | ----------- |
|      | 廈門軌道交通1号線 | 塘辺・火炬園・官任・廈門北駅 方面   | 岩内 行き   |
|      | 廈門軌道交通1号線 | 文竈・将軍祠・中山公園・鎮海路 方面 | 鎮海路 行き |

## 隣の駅
廈門軌道交通
■1号線
呂厝駅 - 烏石浦駅 - 塘辺駅